# Hesperiidae
Gli esperidi (Hesperiidae Latreille, 1809) sono una famiglia cosmopolita di lepidotteri, appartenente alla superfamiglia Papilionoidea. Conta oltre 3 500 specie descritte, con una maggiore biodiversità nella regione neotropicale.